# Epiprinus mallotiformis
Epiprinus mallotiformis là một loài thực vật có hoa trong họ Đại kích. Loài này được (Müll.Arg.) Croizat mô tả khoa học đầu tiên năm 1942.

## Hình ảnh

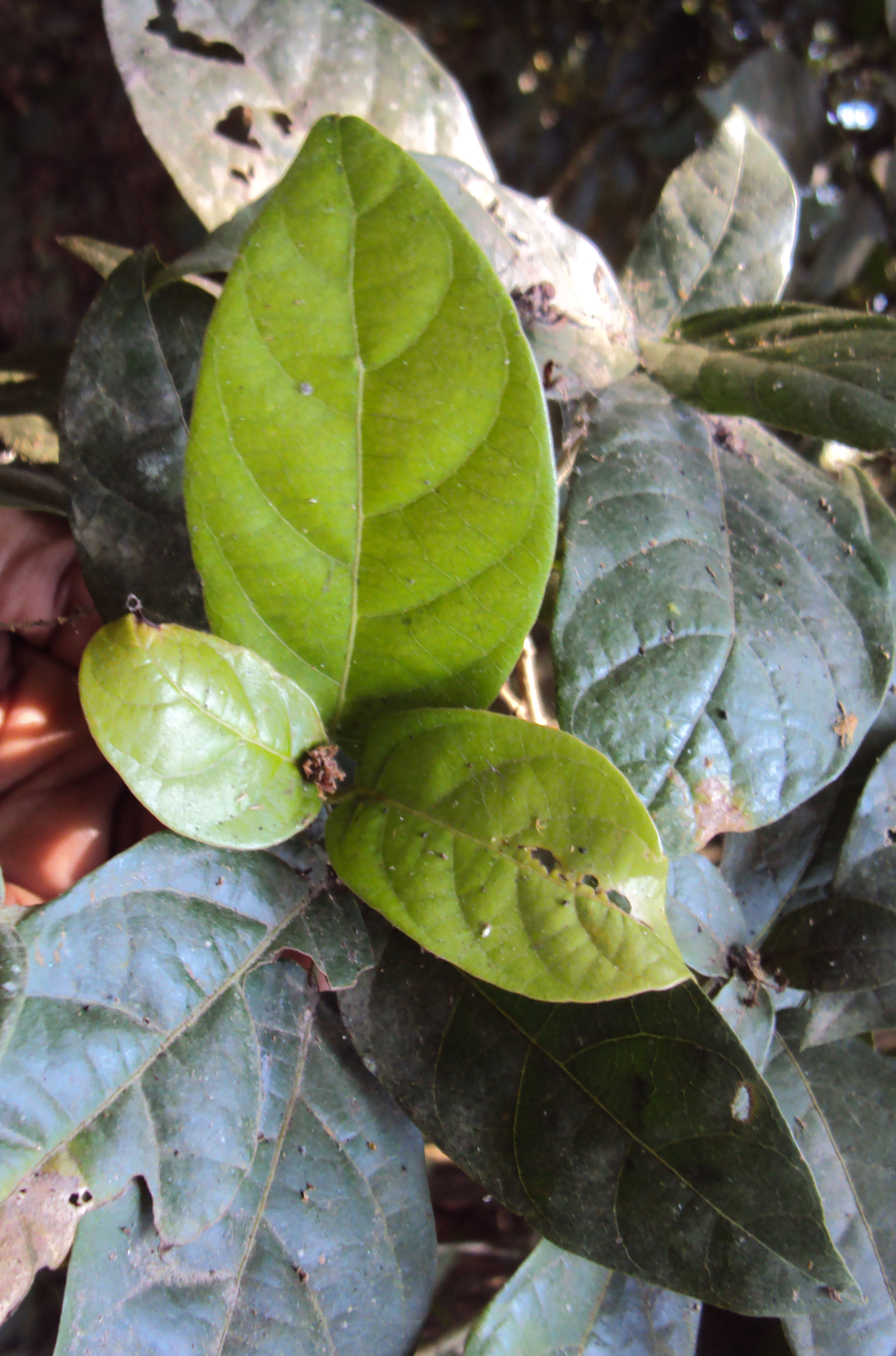
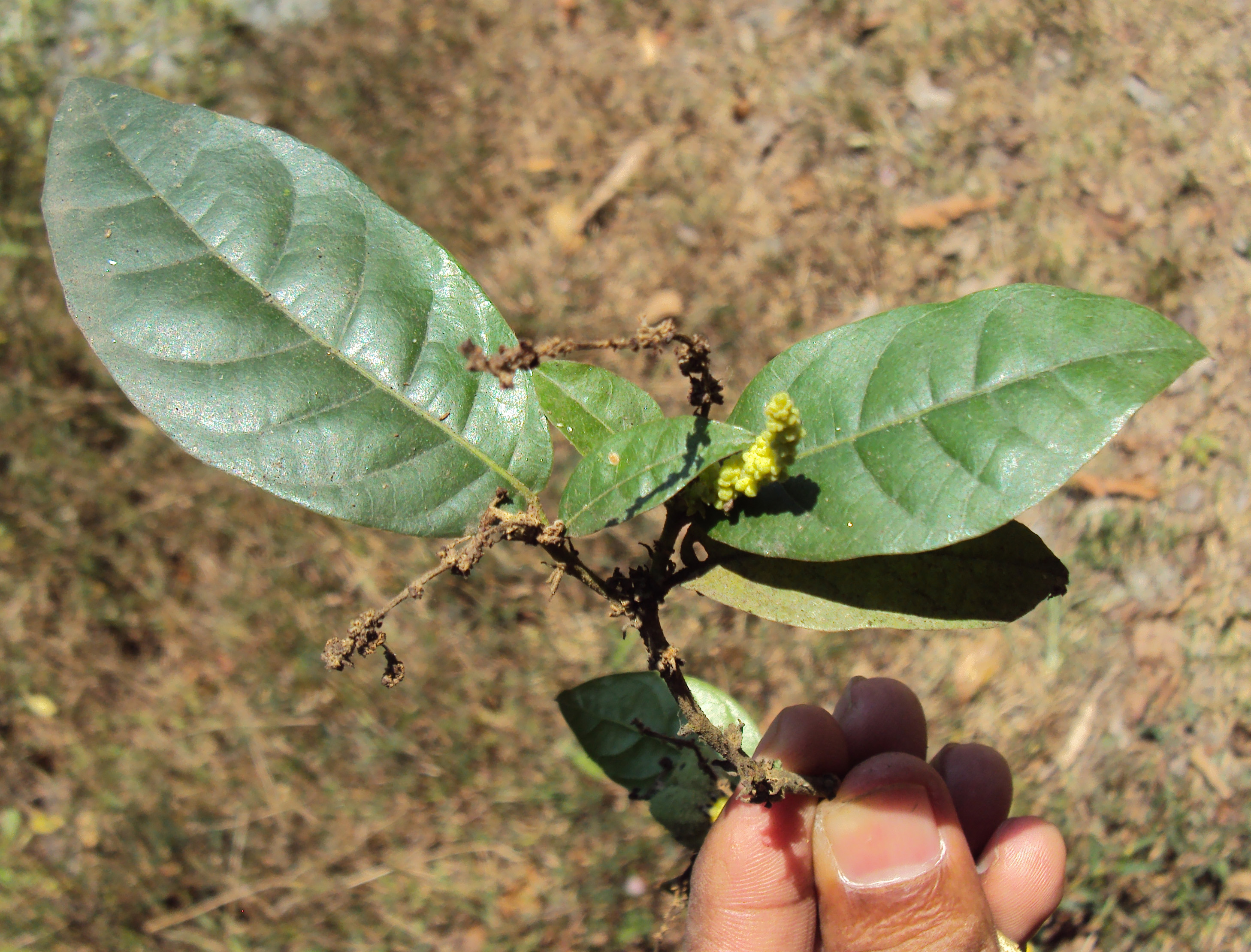
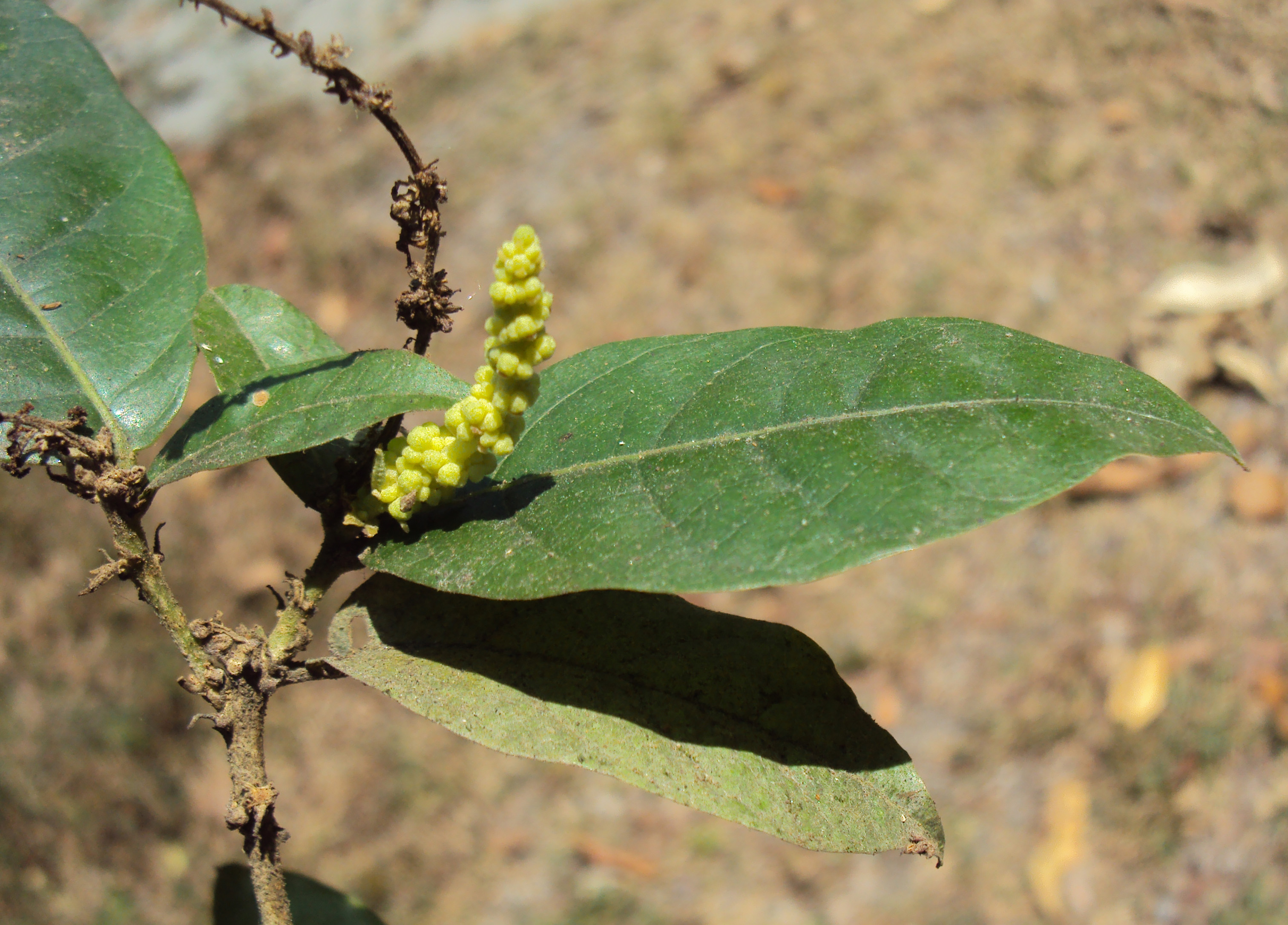
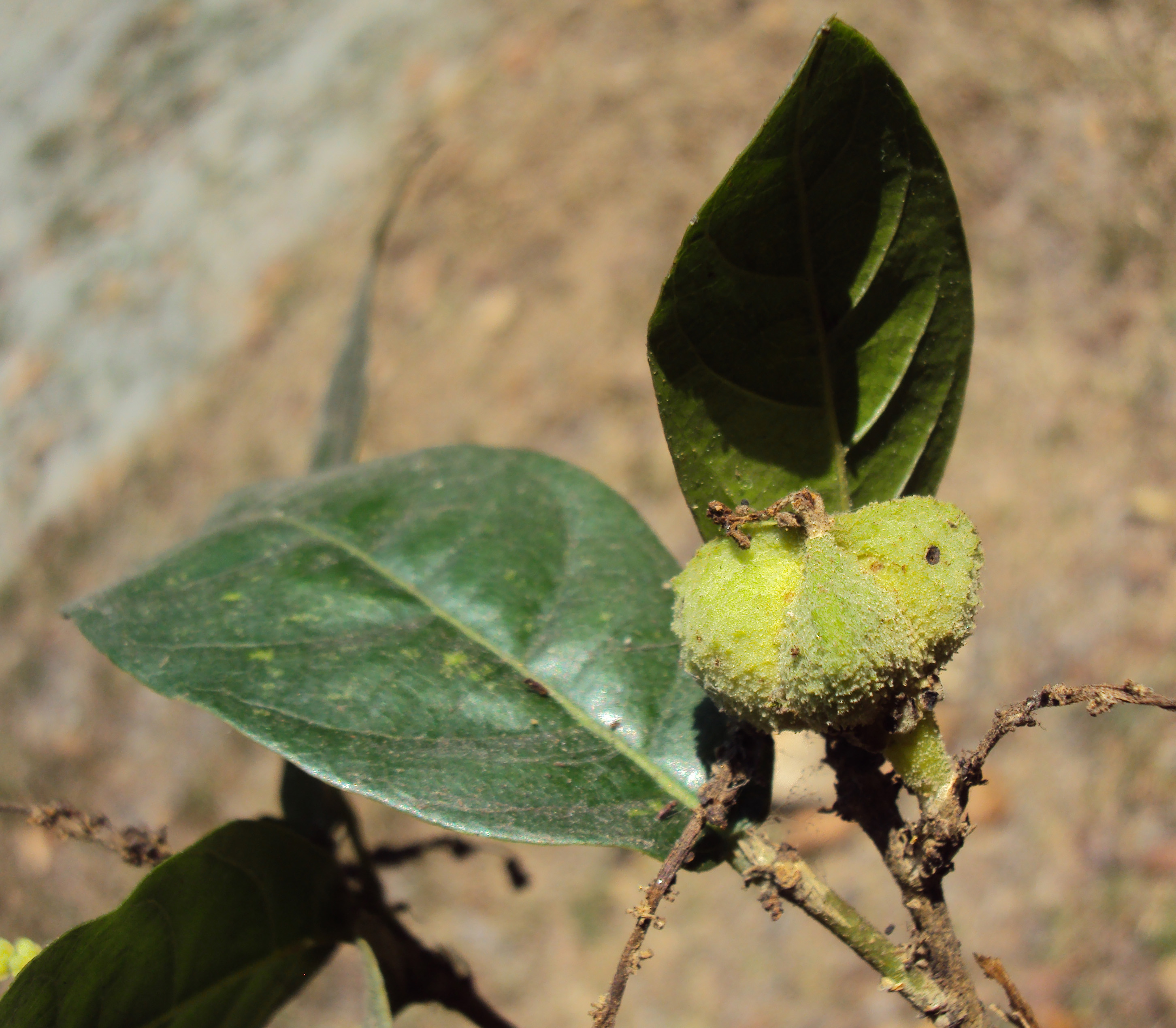